# Pseudanthias randalli
Pseudanthias randalli és una espècie de peix de la família dels serrànids i de l'ordre dels perciformes.

## Morfologia
- Els mascles poden assolir 7 cm de longitud total.[4][5]

## Hàbitat
És un peix marí de clima tropical i associat als esculls de corall que viu entre 15-70 m de fondària.

## Distribució geogràfica
Es troba des de les Filipines fins a Niue i les Illes Ryukyu.